# Bhâvanî

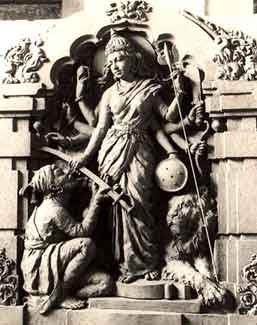
Bhāvanī donnant à Shivaji son épée.

Dans l'hindouisme, Bhāvanī (Devanagari: भवानी) est l'une des formes de Devī, la Grande Déesse, présentée le plus souvent comme épouse ou parèdre de Bhāva, aspect bienveillant de Śiva. 
Elle est considérée comme une figure maternelle nourricière qui subvient aux besoins de ses fidèles et joue également le rôle de dispensatrice de justice en tuant les Asuras maléfiques.

## Étymologie et autres noms
Bhāvanī (Devanagari: भवानी) signifie en sanskrit celle qui donne l'existence ou celle qui assure le bien-être, signifiant ainsi le pouvoir de la nature ou la source de l'énergie créatrice.
Bhavānī est un aspect de Dourga. Elle est considérée comme une mère qui pourvoit aux besoins de ses fidèles et joue le rôle de dispensatrice de justice en tuant les Asuras,. 
Cependant, selon le Śiva Purāṇa, Bhavānī est la déesse suprême : Bhavānī (भवानी, « la dispensatrice d'existence »). L'un des noms de la déesse est Devī, qui est considérée comme le principe féminin du divin ; l'incarnation des énergies des dieux. Bhavānī (भवानी) est une épithète de la déesse (Devī), qui s'est incarnée sous la forme de Satī, selon le Śivapurāṇa. Ainsi, comme Brahmā l’a raconté à Nârada : « [...] En voyant la mère de l’univers née de Vīriṇī, Dakṣa joignit les mains en signe de révérence, lui rendit hommage et fit son éloge. [...] Ô mère de l’univers, ceux qui Te font l’éloge avec les noms de Bhavānī, Ambikā, Jaganmāyā et Dourgā auront tout ». 
La Déesse a une grande variété de noms faisant référence à ses diverses formes, attributs et actions, mais ces noms ne sont pas toujours utilisés avec précision et distinction. En tant que mère du monde, elle est Gauri, Maa Sherawali, Ambikā ou Jagaṭ Jananī (la lecture Jagaṭ Jananī/Jaga Jananī pour Jaganmāyā est préférable). Dans sa forme la plus féroce, elle est Durgā, la tueuse de Mahishasura.

## Mentions
Bhāvanī n'est guère mentionnée que de nom dans les textes anciens. Dans la Rudrahridaya Upaniṣad et dans les Purāna (entre autres, les Brāhma, Matsya, Śiva, Agni, Skanda et Bhagavad Purāna), le nom de Bhāvanī figure soit comme une simple épithète de Devī ou de Śakti, soit comme un homonyme de Durgā ou Pārvatī, parèdres de Śiva.
Il en est de même dans les Tantra, où Bhāvanī est un homonyme de Parashakti ou Māhashakti, la Shakti suprême. Le Rudrayamālā Tantra contient toutefois un texte important sur le kundalinī yoga, la Bhāvanī Nāmasahasra Stuti (Les mille noms de Bhāvanī), et le Devīrāhāsya Tantra attribue à Bhāvanī un mantra spécifique.
Shankarāchārya lui a dédié un de ses plus beaux hymnes, le Bhāvanī Ashtakam, où Bhāvanī est invoquée comme la Mère universelle en qui il prend refuge.

## Bhāvanī reine de Varanasi
La nature bénéfique de Bhāvanī apparaît dans un texte puranique sur la ville de Kāshī, ancien nom de Varanasi, dont elle est la reine et la protectrice. Dans l'un des chapitres du Skanda Purāna, le Kāshī Khanda, elle est dépeinte comme l'épouse de Śiva, veillant aux tâches ménagères et distribuant les aumônes avec générosité. C'est elle qui nourrit Vyāsa tandis qu'il est occupé à écrire. Son nom sera plus tard associé à celui d'Annapūrnā, la déesse à la nourriture abondante. Rien, disait-on à Kāshī, n'égale le bonheur de demeurer en ce lieu ; aucun père ne saurait égaler Vishveshvara (Śiva) ; aucune mère ne saurait égaler Bhāvanī, qui rompt le cycle des renaissances.

## Bhāvanī mère et libératrice de l'Inde
Un tout autre aspect de Bhāvanī se fait jour dans l'histoire de Shivājī, héros marathe du XVIIe siècle, dont elle était la divinité tutélaire. Le temple de Tuljapur, où il venait prier la déesse, existe toujours. En 1910, dans son poème Baji Prabhou, Sri Aurobindo a dépeint Shivājī et ses lieutenants comme des instruments de Bhāvanī, la force divine qui gouverne le destin de l'Inde. Auparavant, en 1903, Sri Aurobindo avait rédigé un pamphlet intitulé Bhāvanī Mandir dans lequel il dressait le plan d'une insurrection armée contre le gouvernement britannique. S'inspirant d'un roman de Bankim Chandra Chatterji, Ananda Math, qui raconte la révolte des sannyāsin pendant les famines des années 1770, il projetait de constituer un ordre de brahmāchārin qui se consacreraient à la libération de la mère patrie. Enfin, vers la même époque, il avait écrit son seul et unique poème en sanskrit, Bhāvanī Bharati, Mère de l'Inde, « celle qui protège et détruit », dans lequel Bhāvanī est assimilée à Kālī et Chandī, les formes les plus terribles de la Déesse. 

## Galerie

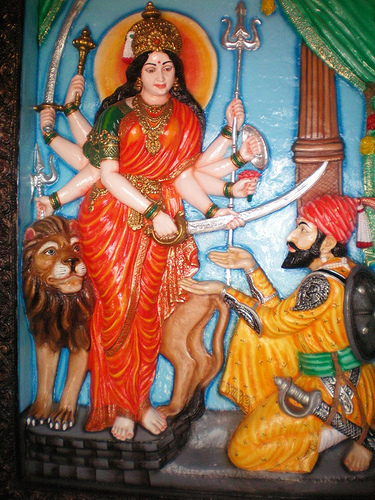
Bhâvanî donnant à Shivaji son épée.
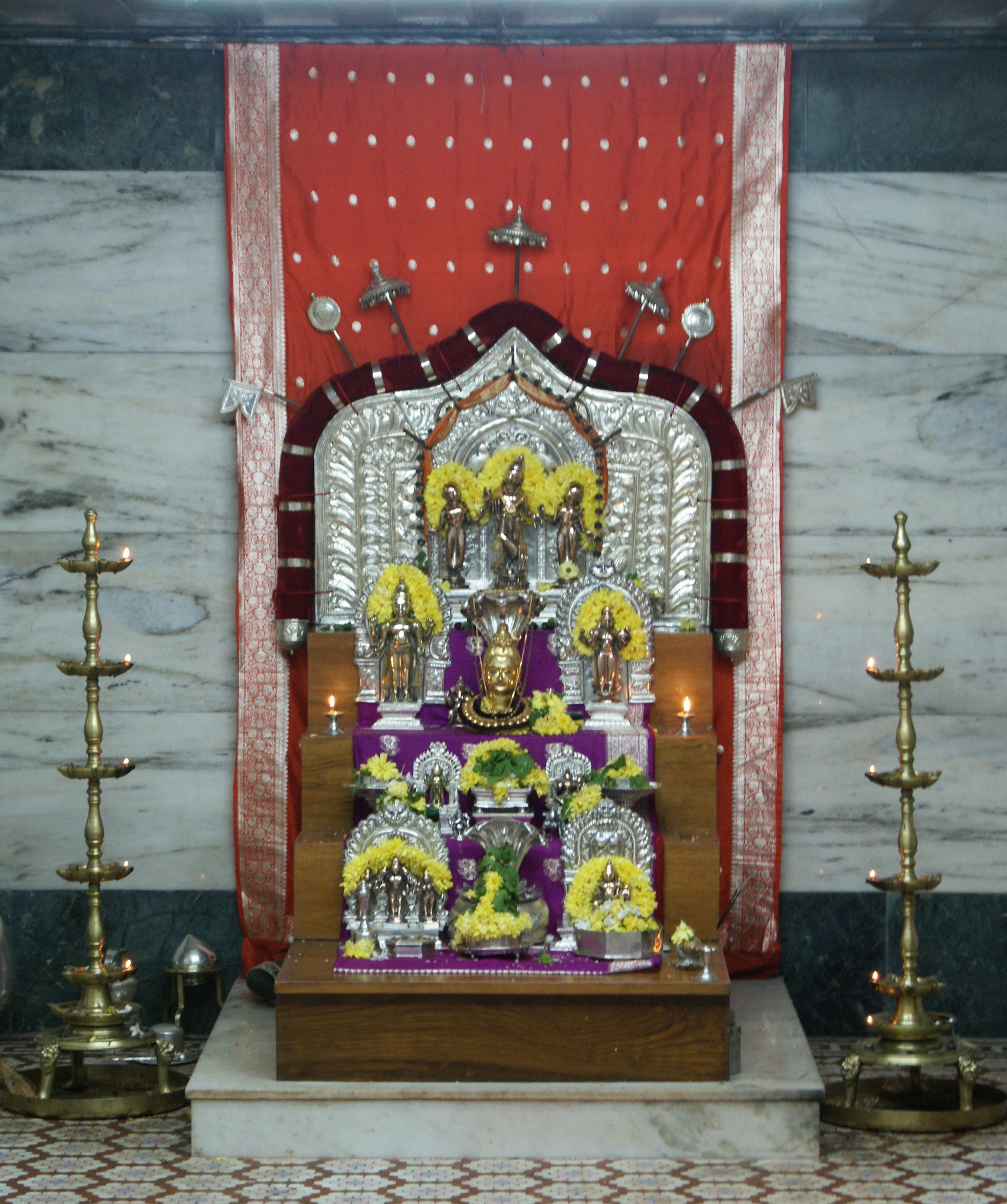
Autel dédié à Bhâvanî.
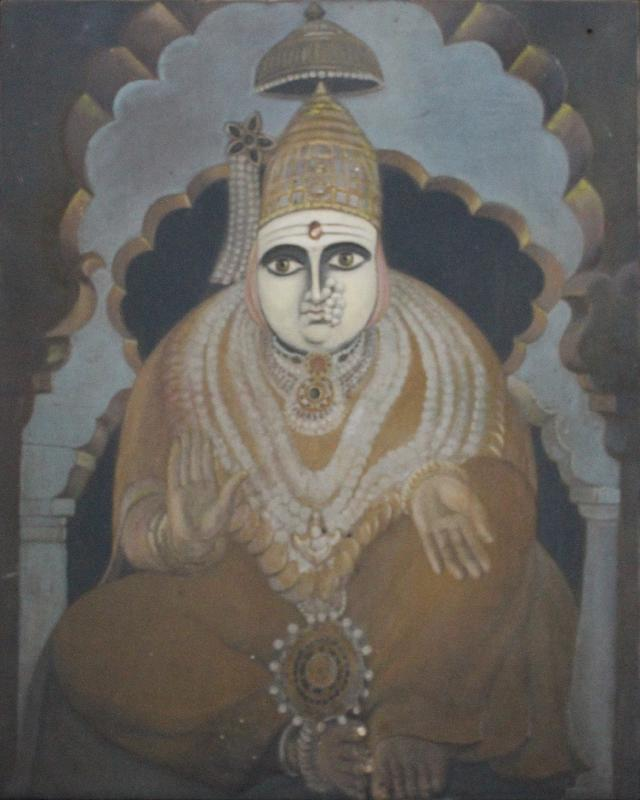
Bhâvanî par G.M. Solegaonkar.